# Neotonchus pseudocorcundus
Neotonchus pseudocorcundus is een rondwormensoort uit de familie van de Neotonchidae. De wetenschappelijke naam van de soort is voor het eerst geldig gepubliceerd in 1971 door Vitiello.